# Gakulnagar
Gakulnagar é uma vila no distrito de Tripura Ocidental, no estado indiano de Tripura.

## Demografia
Segundo o censo de 2001, Gakulnagar tinha uma população de 9 037 habitantes. Os indivíduos do sexo masculino constituem 54% da população e os do sexo feminino 46%. Gakulnagar tem uma taxa de literacia de 66%, superior à média nacional de 59,5%: a literacia no sexo masculino é de 73% e no sexo feminino é de 57%. Em Gakulnagar, 15% da população está abaixo dos 6 anos de idade.